# Altiplanicie laurentina

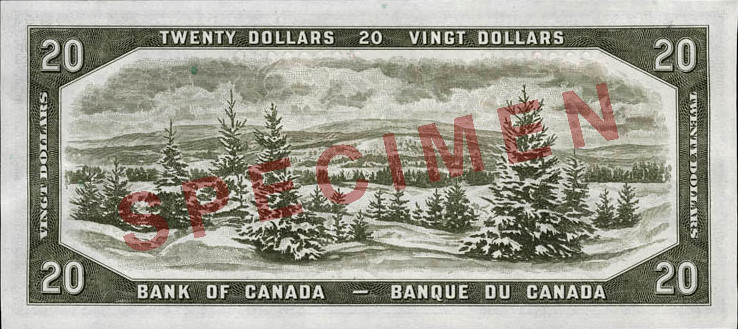
Una escena de las tierras altas laurentinas basada en una fotografía de la Oficina de Publicidad Provincial de Quebec grabada por William Ford en el billete de 20 dólares canadienses de la Serie 1954.

La altiplanicie laurentina (o tierras altas laurentinas, en inglés Laurentian Upland o Laurentian Highlands ) es una región fisiográfica que, cuando se la conoce como la "Región Laurentina" o la provincia geológica de Grenville, es reconocida por Natural Resources Canada como una de las cinco provincias de la división fisiográfica mayor del Escudo Canadiense. El Servicio Geológico de los Estados Unidos, por su parte, reconoce a la altiplanicie laurentina como el área general más grande de tierras altas del Escudo Canadiense.

## Geografía

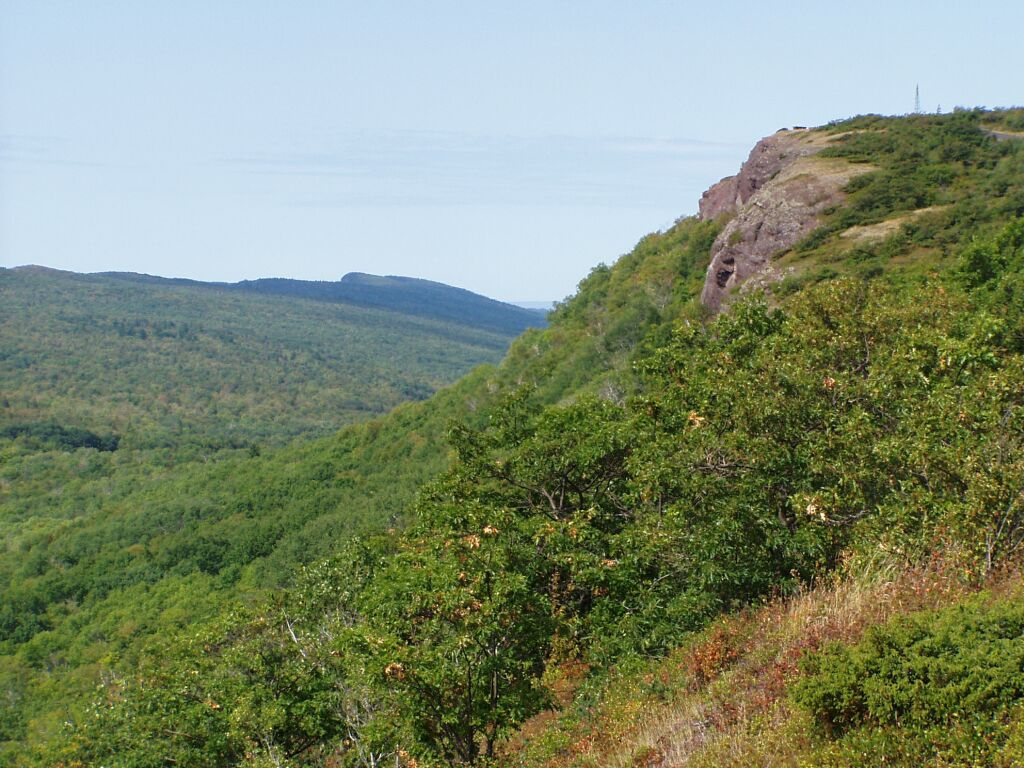
Montañas Brockway de la península de Keweenaw, Michigan (Precámbrico de la serie Keweenian)

La Región Laurentina, reconocida por Natural Resources Canada, es parte de la meseta y del borde sur diseccionado del Escudo Canadiense en la provincia de Québec. Es una extensión occidental de las montes Laurentinos, y continúa a través del valle de Ottawa hacia Ontario como las colinas de Opeongo . Visto desde los valles de los ríos Ottawa y San Lorenzo, los acantilados del Escudo que miran al sur dan la apariencia de montañas de 500 a 800 metros de altura; mirando a través de la meseta, el relieve es más moderado y tenue. Estos escarpes marcan el dramático borde sur de esta región de altiplanicie, de la cual el monte Raoul Blanchard es el pico más alto. Aunque los otros límites están menos definidos, se puede considerar que esta Región Laurentina en Quebec se extiende de 100 a 200 km hacia el norte desde las escarpas y para extenderse desde el río Gatineau en el oeste (con una elevación media de 400 m) unos 550 km hasta el río Saguenay en el noreste. Aquí alcanza su máxima elevación al norte de la ciudad de Quebec en la reserva de fauna de  Laurentides (más de 1000 m). Algunas cumbres individuales se elevan sobre la superficie de la meseta son: monte Sir Wilfrid (783 m) y monteTremblant en el oeste, monte Sainte-Anne (815 m) en Quebec, monte Raoul Blanchard (1166 m), monte Bleu (1052 m) y Mont des Conscrits (1006 m) en la reserva de fauna de  Laurentides. Cap Tourmente (579 m) y Mont des Éboulements (770 m) son ejemplos dramáticos de la cara escarpada que cae precipitadamente al río San Lorenzo.
Se puede considerar que la provincia más general de la altiplanicie laurentina se extiende sobre un área mayor del escudo canadiense, en el noroeste de Ontario y partes del norte de los estados de Minnesota, Wisconsin, Michigan y Nueva York, y que es reconocida por el Servicio Geológico de los Estados Unidos como una región fisiográfica que incluye la provincia denominada Superior Upland. Como una extensión del sur del Escudo Canadiense, las montañas Adirondack del estado de Nueva York también podrían considerarse una extensión de la altiplanicie laurentina.

## Geología
La altiplanicie laurentina se compone principalmente de rocas ígneas, metamórficas y sedimentarias precámbricas antiguas. Con la excepción de los valles de los ríos y las cuencas lacustres, es una penillanura ondulada a montañosa que oscila entre 800 y 1400 pies sobre el nivel del mar.

## Superior Upland

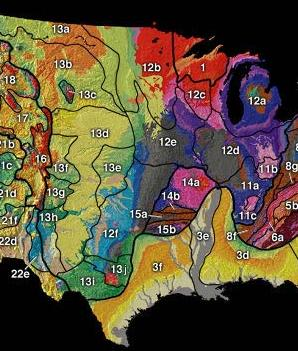
Mapa de áreas fisiográficas del interior de los Estados Unidos. Superior Upland se identifica con un "1" en el mapa.

Superior Upland es la provincia de la altiplanicie laurentina que se proyecta hacia los Estados Unidos al oeste y al sur del lago Superior. Esta tierra alta, parte del Escudo Canadiense junto con las Adirondacks, es una estructura muy deformada y está compuesta principalmente de rocas cristalinas ígneas y metamórficas comúnmente asociadas con un paisaje accidentado. En algún período prehistórico, esto tenía un fuerte relieve, pero hoy en día las tierras altas en su conjunto se ondulan suavemente con las superficies entre arroyos que son como una meseta en su uniformidad. Aquí tienen elevaciones de 1,400 a 2,3 pies (0,7 m) en sus zonas más altas, como Misquah Hills y Huron Mountains. En esta provincia se encuentran una parte de aquellas antiguas regiones montañosas que se iniciaron por deformación de la corteza y luego se redujeron por una erosión prolongada y continuada a una penillanura de relieve moderno, con inselbergs ocasionales moderadamente altos que quedan atrás durante la penillanura del resto de la superficie. La erosión de la región debió estar muy avanzada en tiempos prehistóricos, incluso prácticamente completada, porque la superficie uniforme de la penillanura está superpuesta por estratos marinos fosilíferos de una fecha geológica temprana, el Cámbrico. Esto muestra que la depresión de la región bajo un antiguo mar se produjo después de una larga existencia como tierra seca.